# Faustas Steponavičius
Faustas Steponavičius (Panevėžys, 8 giugno 2004) è un calciatore lituano, attaccante del Panevėžys, in prestito dal Botev Plovdiv, e della nazionale lituana.

## Caratteristiche tecniche
È un centravanti.

## Carriera

### Club
Inizia a giocare a calcio nelle giovanili del Panevėžys. Il 21 agosto 2021 si trasferisce in Italia, firmando un contratto annuale con il Genoa, che lo aggrega al proprio settore giovanile. Nel 2023 viene tesserato dall'RFS Riga, che contestualmente lo cede in prestito al Tukums 2000. Mette a segno 8 reti in 15 incontri, prima di trasferirsi a titolo definitivo al Botev Plovdiv, nel campionato bulgaro.

### Nazionale
Dopo aver preso parte a vari incontri con le selezioni giovanili, esordisce in nazionale il 14 ottobre 2023 in Bulgaria-Lituania (0-2), gara di qualificazione agli Europei 2024, subentrando all'85' al posto di Gytis Paulauskas.

## Statistiche

### Presenze e reti nei club
Statistiche aggiornate al 2 marzo 2024.
| Stagione        | Squadra         | Campionato      | Campionato | Campionato | Coppe nazionali | Coppe nazionali | Coppe nazionali | Coppe continentali | Coppe continentali | Coppe continentali | Altre coppe | Altre coppe | Altre coppe | Totale | Totale | Totale |
| Stagione        | Squadra         | Comp            | Pres       | Reti       | Comp            | Pres            | Reti            | Comp               | Pres               | Reti               | Comp        | Pres        | Reti        | Pres   | Reti   |        |
| --------------- | --------------- | --------------- | ---------- | ---------- | --------------- | --------------- | --------------- | ------------------ | ------------------ | ------------------ | ----------- | ----------- | ----------- | ------ | ------ | ------ |
| 2020            | Panevėžys       | A               | 1          | 0          | CL              | 1               | 0               | -                  | -                  | -                  | -           | -           | -           | 2      | 0      |        |
| gen.-ago. 2021  | Panevėžys       | A               | 1          | 0          | CL              | 0               | 0               | -                  | -                  | -                  | -           | -           | -           | 1      | 0      |        |
| Totale Šiauliai | Totale Šiauliai | Totale Šiauliai | 2          | 0          |                 | 1               | 0               |                    | -                  | -                  |             | -           | -           | 3      | 0      |        |
| 2021-2022       | Genoa           | A               | 0          | 0          | CI              | 0               | 0               | -                  | -                  | -                  | -           | -           | -           | 0      | 0      |        |
| 2022-mar. 2023  | Jarun           | 1.NL            | 7          | 0          | CC              | 0               | 0               | -                  | -                  | -                  | -           | -           | -           | 7      | 0      |        |
| 2023            | Tukums 2000     | VL              | 15         | 8          | CL              | 0               | 0               | -                  | -                  | -                  | -           | -           | -           | 15     | 8      |        |
| 2023-2024       | Botev Plovdiv   | A               | 14         | 1          | CB              | 2               | 0               | -                  | -                  | -                  | -           | -           | -           | 16     | 1      |        |
| Totale carriera | Totale carriera | Totale carriera | 38         | 9          |                 | 3               | 0               |                    | -                  | -                  |             | -           | -           | 41     | 9      |        |

### Cronologia presenze e reti in nazionale
| Cronologia completa delle presenze e delle reti in nazionale ― Lituania | Cronologia completa delle presenze e delle reti in nazionale ― Lituania | Cronologia completa delle presenze e delle reti in nazionale ― Lituania | Cronologia completa delle presenze e delle reti in nazionale ― Lituania | Cronologia completa delle presenze e delle reti in nazionale ― Lituania | Cronologia completa delle presenze e delle reti in nazionale ― Lituania | Cronologia completa delle presenze e delle reti in nazionale ― Lituania | Cronologia completa delle presenze e delle reti in nazionale ― Lituania |
| Data                                                                    | Città                                                                   | In casa                                                                 | Risultato                                                               | Ospiti                                                                  | Competizione                                                            | Reti                                                                    | Note                                                                    |
| ----------------------------------------------------------------------- | ----------------------------------------------------------------------- | ----------------------------------------------------------------------- | ----------------------------------------------------------------------- | ----------------------------------------------------------------------- | ----------------------------------------------------------------------- | ----------------------------------------------------------------------- | ----------------------------------------------------------------------- |
| 14-10-2023                                                              | Sofia                                                                   | Bulgaria                                                                | 0 – 2                                                                   | Lituania                                                                | Qual. Euro 2024                                                         | -                                                                       | 85’                                                                     |
| 19-11-2023                                                              | Limassol                                                                | Cipro                                                                   | 1 – 0                                                                   | Lituania                                                                | Amichevole                                                              | -                                                                       | 67’                                                                     |
| Totale                                                                  |                                                                         | Presenze                                                                | 2                                                                       |                                                                         | Reti                                                                    | 0                                                                       |                                                                         |

## Palmarès

### Club

#### Competizioni nazionali
- Coppa di Bulgaria: 1

Botev Plovdiv: 2023-2024